# Praia do Sol (João Pessoa)
Praia do Sol é uma praia brasileira de João Pessoa, estado da Paraíba. É delimitada pelos rios Mangabeira, ao norte, e Gramame, ao sul.
Apresenta recifes, corais, ondas um pouco fortes e areia fina e batida. É emoldurada por falésias e está em uma região de desembocadura de rios e mangues. É a Praia do Sol, um dos mais encantadores locais para apreciar a natureza na cidade de João Pessoa.
| Oceano Atlântico                               |                             |                                                        |
| precedida por: Praia do Arraial ( João Pessoa) | Praia do Sol ( João Pessoa) | sucedida por: Praia de Barra de Gramame ( João Pessoa) |